# Aegidius Gutmann
Aegidius Gutmann, auch Gutman, Guetmann, Guetman, auch Egidius, (* 1490; † 1584) war ein deutscher theosophischer Schriftsteller.
Die Namensform variiert, in der ersten Ausgabe seines Buchs wird er Aegidius Gutman genannt.
Er schrieb ein Buch Offenbarung Göttlicher Majestät, das zuerst 1619 (Hanau, gewidmet Friedrich V.) von M. B. M. F. C. I. herausgegeben  wurde und dann nochmals 1675 erschien (Frankfurt, Amsterdam), herausgegeben vom Pastor in Halberstadt Heinrich Ammersbach. Das Buch ist eine esoterische Interpretation der Schöpfungsgeschichte mit Verbindung zur Alchemie. Entstanden sein soll das umfangreiche Buch von 1100 Seiten in 24 Büchern (mit jeweils 8 bis 104 Kapiteln) um 1575 und er soll nach dem, was er darin mitteilt, die Universität besucht haben und viel auf Wanderschaft gewesen sein. Er ist 1580 bis 1584 in Augsburg nachgewiesen. Fürst August von Anhalt erhielt 1611 das Manuskript in Augsburg um es drucken zu lassen. Das Manuskript scheint in verschiedenen Abschriften kursiert zu sein, noch bevor es gedruckt wurde. Ein Exemplar soll der Schwenckfeldianische Stadtarzt von Augsburg Karl Widemann besessen haben.
In dem Werk werden auch alchemistische und bergmännische Fragen behandelt (Herkunft Erze) und die Behandlung zeigt einen Einfluss der Paracelsus-Schule. Die Schöpfung der Welt ist als Scheidung der Elemente ein Vorläufer der Scheide-Kunst der Alchemie. Die Alchemisten bringen zur Ehre Gottes das Arcana der Schöpfung ans Licht.
1677 erschien eine Gegenschrift von Samuel Pomarius. Er wird auch noch von Philipp Jacob Spener 1709 und Christian Thomasius 1715/16 besprochen.
Er wird zur Vor-Rosenkreuzer-Bewegung gezählt (das geschah schon im Vorwort des Erstdrucks 1619) oder sogar zu einem ihrer Gründer. Julius Sperber geht auf das Buch von Gutmann in Echo der von Gott hocherleuchteten Fraternitet des Lobl. Ordens R.C (1616) ein und will das Manuskript 1597 in Augsburg gesehen haben.